# Förderungskapital
Eine wichtige Starthilfe bei der Unternehmensgründung bzw. bei der Übernahme können Förderungen von Bund, Länder, der EU und der Wirtschaftskammer sein, die man unter bestimmten Voraussetzungen in Anspruch nehmen kann. Nicht jede Förderung besteht dabei aus direkten Geldzuschüssen. Es gibt verschiedene Arten von Unternehmensförderungen:
- einmalige Zuschüsse zu Investitionen
- begünstigte Darlehen
- Haftungs und Garantieübernahmen
- Zinsenzuschüsse
- staatliches Beteiligungskapital oder Mezzanine-Kapital (Mezzanine-Kapital)
- Begünstigungen bei Steuern und Gebühren
- Beratungszuschüsse

Eine Förderung leistet nur einen Beitrag, eine Gründung zu unterstützen, sie kann niemals den gesamten Kapitalbedarf finanzieren.